# Thaumasia Fossae
Le Thaumasia Fossae sono una struttura geologica della superficie di Marte.